# Глобочица
Вижте пояснителната страница за други значения на Глобочица.
Глобочица (на македонска литературна норма: Глобочица; на албански: Glloboçica) е село в Северна Македония, в Община Струга.

## География
Селото е разположено в западните поли на планината Караорман на брега на язовира „Глобочица“ на Черни Дрин.

## История
В XIX век Глобочица е българско село в Охридска каза на Османската империя. В „Етнография на вилаетите Адрианопол, Монастир и Салоника“, издадена в Константинопол в 1878 година и отразяваща статистиката на населението от 1873 година, Глобочица (Globotchitza) е посочено като село с 60 домакинства, като жителите му са 170 българи.
Според статистиката на Васил Кънчов („Македония. Етнография и статистика“) в 1900 Глобочица има 300 жители българи християни.
На Етнографската карта на Битолския вилает на Картографския институт в София от 1901 година Глобочица е чисто българско село в Охридската каза на Битолския санджак с 26 къщи.
Цялото християнско население на селото е под върховенството на Българската екзархия. По данни на секретаря на екзархията Димитър Мишев („La Macédoine et sa Population Chrétienne“) в 1905 година в Глобочица има 360 българи екзархисти и функционира българско училище.
В 1965 година цялото село е потопено под язовира Глобочица езеро, а на брега му са построени нови къщи. Иконите и църковната утвар от 600-годишната църква „Свети Илия“ са пренесени в Стружката църква „Свети Георги“.
Според преброяването от 2002 година селото е без жители.
Църквата в селото „Свети Антоний“ е осветена на 18 юли 1993 година от митрополит Стефан Брегалнишки.
- Глобочица преди потопяването
- Старата църква „Свети Илия“
- Новата църква

## Личности
Родени в Глобочица
- Наум Иловски (? – 1903), войвода на четата от Глобочица през Илинденско-Преображенското въстание, загинал на 4 август 1903 година заедно с петима четници в местността Горица край Сливово[7][8]
- Сарафин Маркоски, участник в Илинденско-Преображенското въстание
- Спасе Пелтекот, български революционер, деец на ВМОРО